# American Theatre Wing
Pour les articles homonymes, voir Wing.
L'American Theatre Wing (Wing) est une organisation, basée à New York, destinée à soutenir l'excellence et l'éducation dans le théâtre. Ils ont créé les Tony Awards, une série de récompenses dans le domaine du théâtre et des productions musicales à Broadway.

## Contexte
En 1939, un groupe de femmes de théâtre, dirigé par Rachel Crothers et Antoinette Perry, fonde l'organisation à Manhattan. Tous les membres étaient actifs dans des théâtres de Broadway, comme patrons ou acteurs, et beaucoup avaient soutenu le Fonds de secours « Stage Women's War Relief Fund » quelque temps avant. Avec l'entrée des États-Unis dans la Seconde Guerre mondiale, the Wing crée le Stage Door Canteen pour divertir les troupes américaines.
Après la guerre, the Wing fonde la Community Players pour aider les anciens combattants et leurs familles pour leur retour à la maison. Les Community Players a été coprésidé par Katharine Cornell, qui a été actif dans le Stage Door Canteen. The Wing continue son action en organisant des séminaires sur le théâtre américain et finance plusieurs bourses. L'American Theatre Wing a parrainé le premier congrès américain de théâtre (First American Congress of Theatre ou FACT), en 1974.
L'organisme est également connu pour avoir créé l'« Antoinette Perry Awards for Excellence in Theatre » ou « Tony Awards », du nom de sa cofondatrice en 1947.
Les premières présentation des Tony Awards à la radio et à la télévision n'étaient diffusées que localement, à New York. En 1967, ils s'associent à la League of American Theatres and Producers, appelé maintenant The Broadway League afin de présenter cette cérémonie sur le réseau national.n De 1965 à 1998, Isabelle Stevenson était la présidente de l'American Theatre Wing. Un Tony Award d'honneur, qui récompense le travail humanitaire ou caritatif, a été nommé en son honneur (Isabelle Stevenson Award).
Outre les Tony Awards, l'American Theatre Wing travaille sur plusieurs programmes et projets comme "Working In The Theatre", "Downstage Center", une émission radio hebdomadaire diffusée sur XM Satellite Radio, des archives vidéo et audio gratuites sur le théâtre, le programme Jonathan Larson Grants comme soutien aux créateurs émergents de théâtre musical, SpringboardNYC, ou le Theatre Intern Group, un organisme de réseautage social et professionnel pour les stagiaires de théâtre à New York.